# Te Mihi Geothermal Power Station
Die Te Mihi Geothermal Power Station ist ein Geothermiekraftwerk im Taupō District der Region Waikato auf der Nordinsel von Neuseeland.

## Geographie
Die Anlage des Geothermiekraftwerks befindet sich rund 7,3 km nordnordwestlich des Stadtzentrums von Taupō und rund 4,3 km westnordwestlich des Waikato River. Rund 4,5 km östlich befindet sich die ältere Wairakei Geothermal Power Station, die das gleiche Wairakei Geothermal Field zur Wärmegewinnung und Stromerzeugung nutzt.

## Geologie
Der Vulkanismus in Neuseeland ist das Ergebnis der plattentektonischen Wechselwirkungen zwischen der Australischen Platte und der Pazifischen Platte. Die Taupo Volcanic Zone (TVZ), die Teil dieses tektonischen Prozesses ist und sich vom Mount Ruapehu nordöstlich bis zur vorgelagerten Insel Whakaari / White Island hinzieht, stellt eine Rift-Zone dar, die geothermische Aktivitäten aufweist. Die Geothermie wird hier zur Stromerzeugung genutzt.
In der Taupo Volcanic Zone wurden bisher 29 Geothermal-Felder lokalisiert, das Wairakei Geothermal Field ist eines davon.

## Das Kraftwerk
Das Kraftwerk der Te Mihi Geothermal Power Station wurde im Jahr 2014 in Betrieb genommen. Mit seinen beiden für je 84 MW ausgelegten Toshiba-Turbinen, die im Betrieb eine Leistung von 160 MW erzielen, produziert das Kraftwerk im Jahresmittel 1372 GWh Strom.